# Pipeta

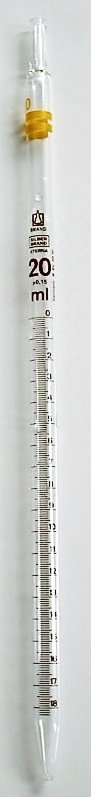
Pipeta graduada

La pipeta es un instrumento volumétrico usado en los laboratorios de ciencias químicas y de ciencias de la vida y la salud que permite medir la alícuota de un líquido con mucha precisión. Está formada por un tubo transparente de punta cónica, y tiene una graduación (una serie de marcas grabadas) con las que se indican distintos volúmenes.[cita requerida]. Su función es la medición y trasvase de volúmenes pequeños. 
Algunas son graduadas o de simple aforo, es decir, se enrasa una vez en los cero mililitros, y luego se deja vaciar hasta el volumen que se necesite; en otras, las denominadas de doble enrase o de doble aforo, se enrasa en la marca o aforo superior y se deja escurrir el líquido con precaución hasta enrasar en el aforo inferior. Si bien poseen la desventaja de medir un volumen fijo de líquido, las pipetas de doble aforo superan en gran medida a las graduadas en que su precisión es mucho mayor, ya que no se modifica el volumen medido si se les rompe o si se deforma la punta cónica. Para realizar las succiones de líquido con mayor precisión y seguridad, se emplea una propipeta. Existen dos modelos, el primero de ellos es la propipeta tipo bolígrafo, que impulsa el líquido mediante el movimiento de una rueda. El otro, de origen más antiguo, es la propipeta tipo bulbo, una esfera de goma con válvulas en la que se realiza vacío y posteriormente se emplea dicho vacío para succionar el líquido. Una pipeta nunca se debe manipular aspirando con la boca debido al riesgo de intoxicación y de contaminar el líquido con el aliento.
No debe confundirse con la pipeta  de Pasteur, que es similar a un cuentagotas y no permite la medición precisa de líquidos.
Según su volumen, las pipetas tienen un límite de error:
| Capacidad (hasta) | Límite de error |
| ----------------- | --------------- |
| 2                 | 0,006           |
| 5                 | 0,01            |
| 10                | 0,02            |
| 30                | 0,03            |
| 50                | 0,05            |
| 100               | 0,08            |
| 200               | 0,10            |

## Etimología
La palabra pipeta viene del sufijo diminutivo -eta, sobre la palabra "pipa", y esta del latín pipia, "flauta".

## Micropipeta
Una micropipeta es una versión mejorada de la pipeta que combina el mecanismo de succión dentro del mismo dispositivo. En una micropipeta, el volumen a aspirar se define de manera analógica moviendo engranajes en los modelos manuales, o a través de una pantalla en los modelos automáticos, lo que proporciona una mayor precisión con respecto a una pipeta graduada. Además, utiliza puntas desechables, con lo que su uso resulta más cómodo al no requerir limpieza y reduce el riesgo de contaminación.
El prefijo micro se debe a que son muy usadas para volúmenes pequeños, de hasta 1000 μL, debido a la dificultad de medir esos volúmenes con una pipeta convencional. Sin embargo, también hay disponibles modelos con mayor capacidad, aunque suponen un coste mayor que las pipetas graduadas.

## Procedimiento
- Se coloca la propipeta o una perita en la punta libre y se hace ascender el líquido por encima del aforo superior.
- Se enrasa la pipeta hasta el valor 0 o la marca superior
- Se traslada la pipeta al recipiente destino (éste debe estar al lado del recipiente de partida, no se debe transportar la pipeta con líquido en su interior)
- Se disminuye nuevamente la presión con la propipeta hasta llegar a la cantidad de mililitros necesarios. La punta debe colocarse a pocos centímetros de la superficie del líquido, sin tocar el fondo ni sumergirla en la disolución.
- El líquido remanente únicamente puede devolverse al recipiente de origen en caso de que la punta de la pipeta no haya sido contaminada
- La pipeta debe lavarse antes de un nuevo uso con otro líquido o de colocarla en horizontal sobre la mesa.

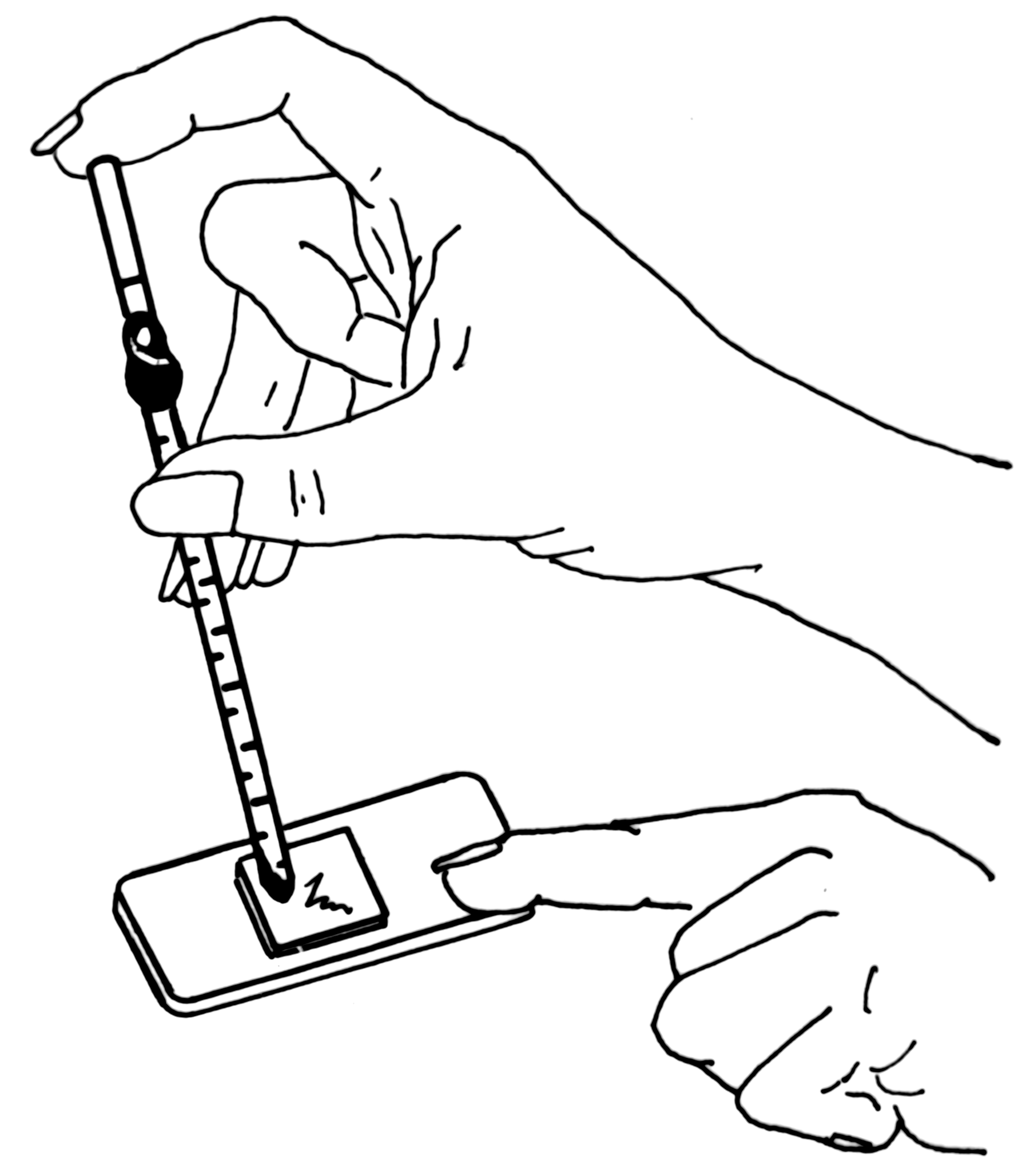
El uso de una pipeta